# Некрофилия (альбом)
Некрофили́я (1987) — седьмой официальный альбом группы «Гражданская оборона». Один из серии альбомов 1987 года. Как и на всех альбомах серии, Егор Летов играет один на всех инструментах.
В 2006 году альбом был наряду с другими переиздан на лейбле «Мистерия звука» с бонус-треками из неизданного ранее материала.

## История создания

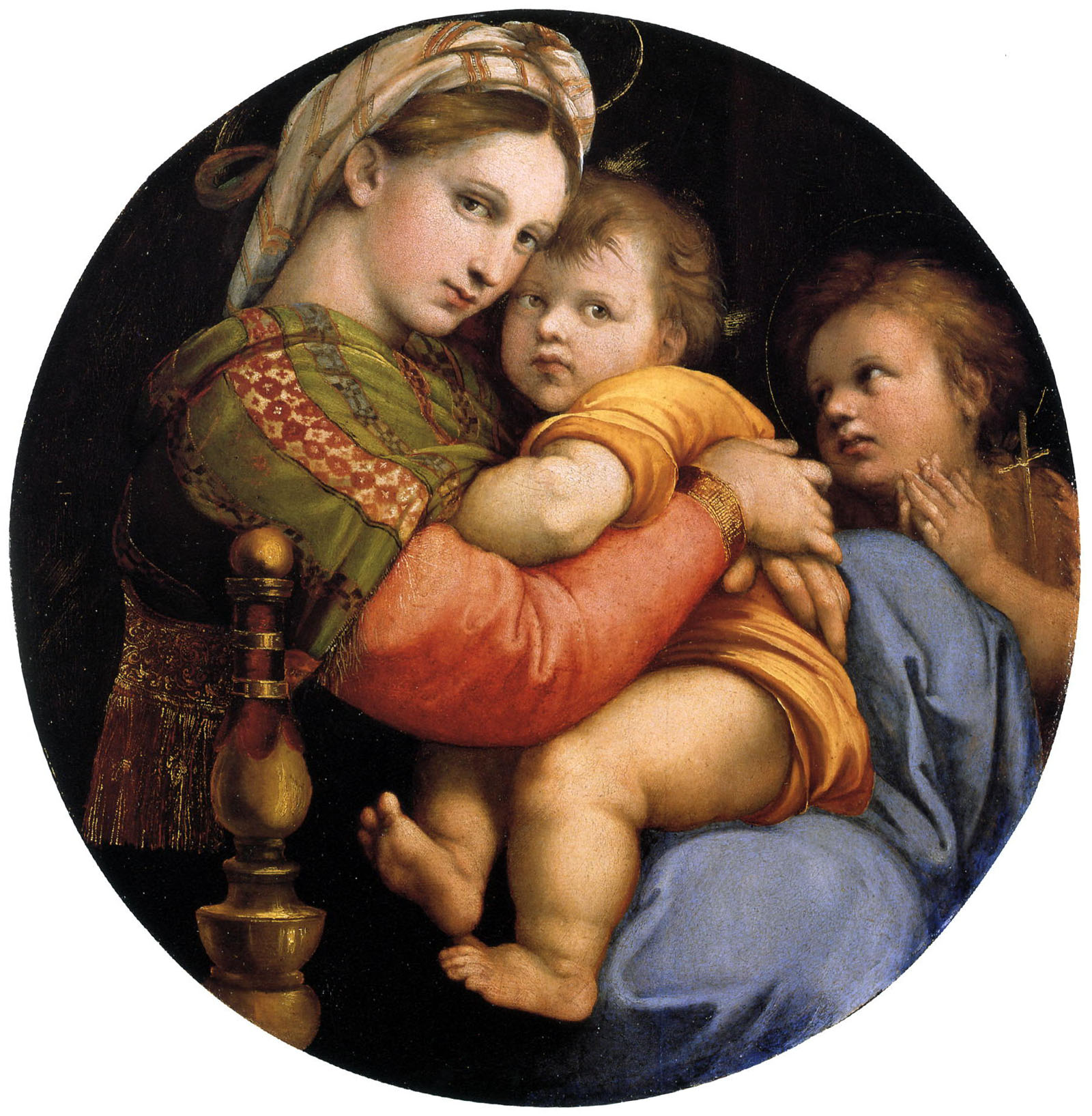
Рафаэль. «Мадонна делла Седиа, или Мадонна в кресле». Использована в качестве обложки для альбома

В альбом были включены самые поздние (весна — июнь 1987 года) песни. Также Летов включил в неё две песни, не вошедшие в предыдущий «Тоталитаризм». В магнитоальбоме присутствовала композиция Янки Дягилевой «Печаль моя светла», которая не была включена в CD-издание альбома. Композиция вернулась в альбом на переиздании 2006 года. В оформлении альбома Летов использовал фрагмент картины Рафаэля «Мадонна делла Седиа, или Мадонна в кресле».

## Список композиций
Слова и музыка всех песен — Егор Летов, кроме отмеченных.
| №   | Название                                    | Длительность |
| --- | ------------------------------------------- | ------------ |
| 1.  | «Некрофилия»                                | 2:05         |
| 2.  | «Мы в глубокой жопе»                        | 2:15         |
| 3.  | «Пора кончать»                              | 1:29         |
| 4.  | «Сквозь дыру в моей голове»                 | 2:30         |
| 5.  | «Волна патриотизма»                         | 1:39         |
| 6.  | «Сказка»                                    | 0:35         |
| 7.  | «Раздражение»                               | 3:44         |
| 8.  | «Печаль моя светла» (автор — Янка Дягилева) | 0:50         |
| 9.  | «И снова темно»                             | 1:51         |
| 10. | «Вы»                                        | 0:10         |
| 11. | «Попс»                                      | 2:11         |
| 12. | «Кайф или больше»                           | 3:17         |
| 13. | «КГБ-рок»                                   | 2:40         |
| 14. | «Поебать»                                   | 2:04         |
| 15. | «Какое мне дело»                            | 2:39         |
| 16. | «Перемена погоды»                           | 2:06         |
| 17. | «Трамвай»                                   | 0:52         |

| №                   | Название              | Длительность |
| ------------------- | --------------------- | ------------ |
| 18.                 | «Тоталитаризм»        | 3:51         |
| 19.                 | «Да будет анархия»    | 1:53         |
| 20.                 | «Мимикрия»            | 1:43         |
| 21.                 | «Пошли вы все на хуй» | 2:38         |
| 22.                 | «Следы на снегу»      | 2:17         |
| 23.                 | «Суицид»              | 1:49         |
| Общая длительность: | Общая длительность:   | 32:50        |

## Запись
- Егор Летов — голос, гитары, бас, ударные;
- Янка Дягилева — голос, гитара («Печаль моя светла»).

Записано в первой половине июня 1987 года в ГрОб-студии.
6 декабря 2005 года альбом пересведён и реставрирован Егором Летовым и Натальей Чумаковой.
Оформление: Егор Летов.